# Eitensheim
Eitensheim é um município da Alemanha, no distrito de Eichstätt, na região administrativa de Oberbayern , estado de Baviera.
A cidade de Eitensheim é membro e sede do Verwaltungsgemeinschaft de Eitensheim.

## Demografia
Evolução da população:
| Ano  | hab. |
| ---- | ---- |
| 1671 | 445  |
| 1706 | 600  |
| 1741 | 596  |
| 1796 | 529  |
| 1835 | 639  |
| 1848 | 689  |

| ano  | hab. |
| ---- | ---- |
| 1855 | 832  |
| 1861 | 723  |
| 1867 | 680  |
| 1882 | 826  |
| 1889 | 834  |
| 1897 | 795  |

| ano  | hab.  |
| ---- | ----- |
| 1900 | 850   |
| 1902 | 873   |
| 1912 | 858   |
| 1925 | 924   |
| 1937 | 950   |
| 1939 | 1.004 |

| ano  | hab.  |
| ---- | ----- |
| 1950 | 1.530 |
| 1962 | 1.430 |
| 1973 | 1.616 |
| 1983 | 1.721 |
| 1990 | 1.801 |
| 1999 | 2.359 |

| data       | hab.  |
| ---------- | ----- |
| 31/12/2002 | 2.455 |
| 30/06/2004 | 2.502 |
| 01/08/2006 | 2.749 |
| 31/12/2006 | 2.674 |